# SSIF BCFe 4/4
Als BCFe 4/4 werden die ersten acht elektrischen Triebwagen bezeichnet, die die Società subalpina di imprese ferroviarie (SSIF) zusammen mit der Società delle Ferrovie Regionali Ticinesi (FRT, Vorgänger der FART) 1923 zur Eröffnung der Strecke zwischen Locarno und Domodossola angeschafft haben. Ursprünglich gehörten die Triebwagen 11–16 der SSIF, die Triebwagen 17+18 der FRT.
Anlässlich der Aufhebung der 1. Klasse und der anschliessenden Klassenreform wurden 1956 die Triebwagen in ABFe 4/4 und ab 1960 in ABDe 4/4 umgezeichnet.

## Geschichte
Die Fahrzeuge wurden von Carminati & Toselli in Mailand hergestellt. Die elektrische Ausrüstung wurde von der BBC-Tochter Tecnomasio Italiano Brown Boveri geliefert, weswegen man gelegentlich in der Literatur auch die BBC selber als Lieferanten findet. Die Fahrzeuge konnten auf der Rampe mit 60 Promille Steigung eine Anhängelast von 65 Tonnen befördern und erreichten dabei 20 Kilometer pro Stunde. Bis in die Mitte der 1950er wurde mit den Fahrzeugen der gesamte Betrieb abgewickelt.
Um 1956 wurden sie umbenannt, weil sie wie alle Fahrzeuge in dieser Zeit an die neuen Klasseneinteilung angepasst wurden. Heute bezeichnet man sie als ABDe 4/4. Mit der Inbetriebnahme der vier ABe 8/8, welche die internationalen Schnellzüge übernahmen, traten sie in die zweite Reihe.
Drei Fahrzeuge (11, 14, 15) fielen Bränden zum Opfer und wurden anschliessend abgebrochen. Der Triebwagen 18 wurde bei einer Kollision mit dem ABe 8/8 22 am 13. August 1967 beschädigt, anschliessend wieder aufgebaut. Triebwagen Nummer 12 stiess im Oktober 1980 ebenfalls mit dem ABe 8/8 22 zusammen und wurde in der Folge verschrottet. Der Triebwagen 16 bekam im Jahr 1975 in der SSIF Werkstätte einen neuen stählernen Wagenkasten, der Triebwagen 17 wurde 1962 einer Modernisierung unterzogen, bevor er 1967 von der FART an die SSIF verkauft wurde.
| Nummer | SSIF  | FART      | Umbau | Ausrangierung |
| ------ | ----- | --------- | ----- | ------------- |
| 11     | 1923– | —         | —     | 1959          |
| 12     | 1923– | —         | —     | 1980          |
| 13     | 1923– | —         | —     |               |
| 14     | 1923– | —         | —     | 1966          |
| 15     | 1923– | —         | —     | 1973          |
| 15     | 1923  | —         | —     | 1959          |
| 16     | 1923– | —         | 1975  |               |
| 17     | 1967– | 1923–1967 | 1962  |               |
| 18     | —     | 1923      | 1967  |               |

## Trivia
Als im Jahr 1945 zwei der drei Triebwagen der Locarno–Ponte Brolla–Bignasco-Bahn bei einer Frontalkollision beschädigt wurden, brauchte man dringend ein Ersatzfahrzeug. Deshalb entfernte man beim Triebwagen Nr. 18 den Pantografen über dem Gepäckabteil und ersetzte ihn durch eine Kontaktrute. Danach verkehrte er für gut einen Monat auf der Maggiatalbahn, bevor er wieder abgezogen wurde. 1962 wurde er wieder versuchsweise und ab 1964/65 regelmässig auf der Maggiatalbahn eingesetzt. Nach der Stilllegung der Strecke entfernte man die Kontaktrute und versah ihn wieder mit einem zweiten Pantografen.